# Macromusonia major
Macromusonia major es una especie de mantis de la familia Thespidae.

## Distribución geográfica
Se encuentra en Venezuela.